# Ignacy Chrzanowski
Ignacy Chrzanowski (ur. 5 lutego 1866 w Stoku, zm. 19 stycznia 1940 w Sachsenhausen) – polski historyk literatury, profesor Uniwersytetu Jagiellońskiego. Ojciec bł. Hanny Chrzanowskiej.

## Życiorys

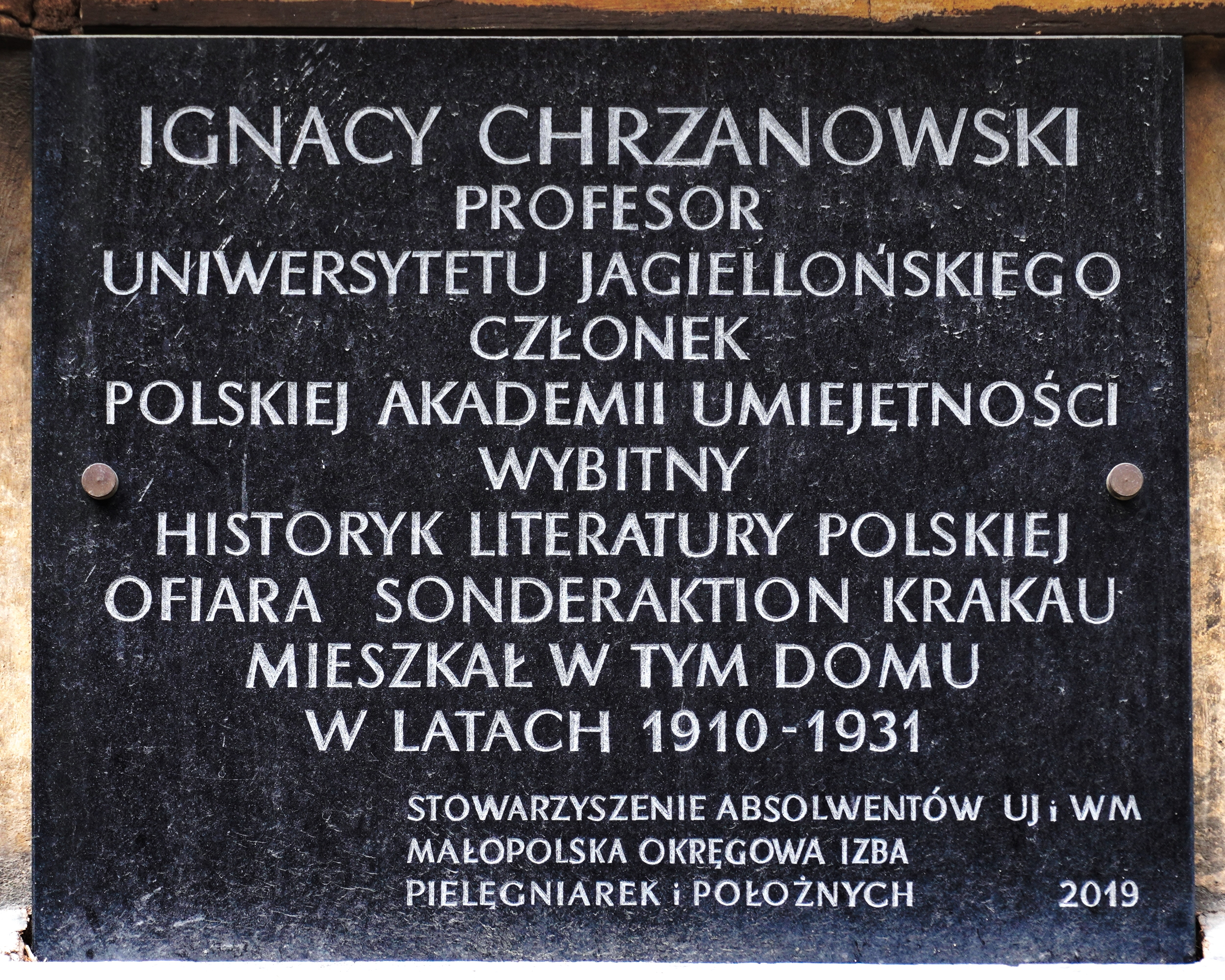
Tablica upamiętniająca prof. Ignacego Chrzanowskiego w elewacji kamienicy przy ulicy Biskupiej 2 (tzw. „Jasny Dom”) w Krakowie

Pochodził z rodziny ziemiańskiej, był synem Bolesława i Heleny z Dmochowskich; dalekie kuzynostwo łączyło go z Joachimem Lelewelem i Henrykiem Sienkiewiczem. Uczęszczał do V gimnazjum w Warszawie (1876–1883), następnie studiował filologię, filozofię i historię na Cesarskim Uniwersytecie Warszawskim (1883–1888) i Wrocławskim (1890–1891); uzupełniał studia w Berlinie i Paryżu (1891–1894). Od 1894 pracował na stanowisku nauczyciel historii literatury, historii Polski i języka polskiego w szkołach prywatnych w Warszawie. W latach 1895–1898 wykładał język polski w Szkole Handlowej im. Leopolda Kronenberga w Warszawie. Wykładowca Uniwersytetu Latającego. Wykładowca literatury polskiej na Wydziale Humanistycznym Towarzystwa Kursów Naukowych w Warszawie. Publikował i redagował m.in. „Przegląd Pedagogiczny”, „Ateneum”, „Pamiętnik Literacki”. W 1899 ożenił się z Wandą Szlenker. Ich córką była bł. Hanna Chrzanowska.
W 1905 roku był jednym z założycieli Towarzystwa Polskiej Macierzy Szkolnej.
W 1910, mimo braku stopnia doktorskiego, został zatrudniony jako profesor Uniwersytetu Jagiellońskiego i kierownik Katedry Historii Literatury Polskiej (od 1912 I Katedra Historii Literatury Polskiej); o nominacji tej zadecydowały wpływy Henryka Sienkiewicza i opinia Stanisława Tarnowskiego, który wysoko cenił podręcznik Chrzanowskiego Historia literatury niepodległej Polski (1906). Chrzanowski prowadził na uniwersytecie wykłady z historii literatury polskiej i źródeł historycznych do literatury polskiej. W 1931 wskutek tzw. reformy jędrzejewiczowskiej został pozbawiony katedry i przeniesiony na emeryturę; kontynuował wykłady na uczelni jeszcze do 1936, mianowany profesorem honorowym.
W pracy naukowej zajmował się literaturą polskiego odrodzenia, oświecenia i romantyzmu, dziejami myśli filozoficznej w literaturze polskiej, kulturą średniowieczną oraz polską literaturą religijną. Dokonał analizy dzieł Marcina Bielskiego Kronika świata i Kronika polska, porównując je z innymi autorami polskimi i zagranicznymi. We wspomnianej pracy Historia literatury niepodległej Polski przedstawił własną syntezę historii literatury polskiej w latach 965–1795; Historia była początkowo przeznaczona dla szkół średnich, po rozszerzeniu stała się jednym z ważniejszych podręczników akademickich i doczekała się szeregu wydań (w 1971 ukazało się wydanie XV). Zbadał podłoże Kordiana Słowackiego. Wykazał rolę Bronisława Trentowskiego jako przedstawiciela, a nie poprzednika pozytywizmu. Badał życie i dorobek Lelewela. W latach 1911–1939 wydał 50 tomów serii „Prace historyczno-literackie”, przygotował także wydanie Wyboru pism Zygmunta Kaczkowskiego (1900) w 10 tomach. Domagał się uwzględniania polskiej myśli filozoficznej w badaniach nad historią literatury.
W 1906 został członkiem korespondentem, w 1914 członkiem czynnym AU (PAU); przewodniczył Komisji Historii Filozofii Polskiej AU i Komisji Historii Literatury Polskiej PAU, był członkiem Komisji Języka Polskiego AU oraz dyrektorem Wydziału I akademii. Udzielał się społecznie, w latach 1905-1918 był członkiem Towarzystwa Kursów Naukowych, od  23 V 1906 do 26 VI 1907 także członkiem Zarządu TKN. W 1907 był w gronie członków założycieli Warszawskiego Towarzystwa Naukowego, pełnił funkcję sekretarza Wydziału I TNW. PAU delegowała go do Union Academique Internationale w Brukseli (1926). Należał do Poznańskiego Towarzystwa Przyjaciół Nauk (1899 członek zwyczajny, 1917 członek korespondent, 1927 członek honorowy) i Towarzystwa Naukowego we Lwowie (1921 członek czynny). W 1916 wygłosił serię odczytów z okazji powstania Towarzystwa Literackiego im. Adama Mickiewicza. Został uhonorowany Księgą pamiątkową ku czci Ignacego Chrzanowskiego (1936, z okazji 70-lecia urodzin); odebrał doktoraty honoris causa UJ (1919) oraz Uniwersytetu Poznańskiego (1938).
W listopadzie 1939 został aresztowany przez Niemców podczas akcji Sonderaktion Krakau. Był więziony w Krakowie, Wrocławiu i w obozie koncentracyjnym Sachsenhausen w Niemczech, gdzie zmarł na zapalenie płuc. Pochowany na cmentarzu Rakowickim w Krakowie (kwatera XIA-płn-8 (w linii 8 rzędu)).
Do grona jego uczniów zaliczali się m.in. Franciszek Bielak, Wacław Borowy, Roman Brandstaetter, Jan Stanisław Bystroń, Kazimierz Chodynicki, Wincenty Danek, Maria Dłuska, Zenon Klemensiewicz, Julian Krzyżanowski, Tadeusz Lehr-Spławiński, Tadeusz Mikulski, Stanisław Pigoń, Roman Pollak, Mieczysław Rulikowski, Bogdan Suchodolski, Jan Sztaudynger i Kazimierz Wyka.

## Ordery i odznaczenia
- Krzyż Komandorski Orderu Odrodzenia Polski (31 grudnia 1923)[8]
- Złoty Krzyż Zasługi (11 listopada 1936)[9]
- Złoty Wawrzyn Akademicki (4 listopada 1937)[10]

## Najważniejsze publikacje
- Tragedya Szymona Szymonowica „Castus Joseph” w stosunku do literatury obcej (1892)
- Facecye Mikołaja Reja (1894)[11]
- Ideały romantycznej poezji polskiej (1899)[12]
- Pierwszy utwór Sienkiewicza (1901)
- O satyrach Adama Naruszewicza (1902)[13]
- „Kazania sejmowe” Skargi (1903)
- Krasicki jako autor„Monitora” z roku 1772 (1904)
- Marcin Bielski, studium literackie (1906, 2 części)
- Władysław Nehring (1909)[14]
- Z dziejów satyry polskiej  XVIII wieku (1909)
- Wypisy polskie dla klas wyższych szkół średnich (1913, z Konstantym Wojciechowskim)
- Czym był Wirgiliusz dla Polaków po utracie niepodległości (1915)
- „Ród ludzki” Staszyca jako wytwór filozofii oświecenia (1915)
- O komediach Aleksandra Fredry (1917)
- Poezja polska XVIII wieku (1918)[15]
- Z epoki romantyzmu (1918)
- Humanizm i reformacja w Polsce (1927, redaktor, wspólnie ze Stanisławem Kotem)
- Źródło pomysłu rozprawy Jana Śniadeckiego „O pismach klasycznych i romantycznych” (1930)
- Jan Długosz, próba charakterystyki człowieka (1938)
- Studia i szkice. Rozbiory i krytyki (1939, 2 tomy)
- Joachim Lelewel. Człowiek i pisarz (1946)

## Upamiętnienie
Jedna z ulic w Śródmieściu Bytomia nosi imię Ignacego Chrzanowskiego.